# Marieke Keijser
Marieke Keijser, född 21 januari 1997, är en nederländsk roddare.
Keijser tog brons tillsammans med Ilse Paulis i lättvikts-dubbelsculler vid olympiska sommarspelen 2020 i Tokyo.